# 21407 Jessicabaker
21407 Jessicabaker è un asteroide della fascia principale. Scoperto nel 1998, presenta un'orbita caratterizzata da un semiasse maggiore pari a 2,9179333 UA e da un'eccentricità di 0,0712120, inclinata di 3,40178° rispetto all'eclittica.